# Oreochromis pangani
Oreochromis jipe là một loài cá thuộc họ Cichlidae. Nó là loài đặc hữu của Tanzania. Môi trường sống tự nhiên của nó là các con sông.